# Ivo Lucas
Ivo Marcelo Pretorius Lucas (Vila Franca de Xira, 31 de agosto de 1990), conhecido profissionalmente como Ivo Lucas, é um ator, cantor e compositor português.

## Biografia
Ivo Lucas nasceu a 31 de agosto de 1990, em Vila Franca de Xira. Entrou para o conservatório aos 8 anos, na vertente de piano. Durante 9 anos frequentou aulas de música, tocando, para além do piano, viola, guitarra elétrica e saxofone. Desenvolveu também aptidões de canto.

## Carreira

### Como ator
O ator começou por participar na 6.ª série de Morangos com Açúcar, na TVI, onde desempenhou o papel de Gonçalo, personagem que também era músico, o que o fez por diversas vezes interpretar temas na novela. Seguiram-se várias participações como ator em novelas da TVI: Espírito Indomável, Remédio Santo, Doce Tentação e Destinos Cruzados. Também participou em Morangos com Açúcar - O Filme.
Em 2013, desempenha o papel de Sandro Pedroso em Bem-Vindos a Beirais, uma série da RTP.
Em 2015, estreia-se na ficção da SIC, na telenovela Coração d'Ouro, fazendo uma participação especial e interpretando "CaSo", um cantor famoso da trama.
Em 2017, regressa à RTP1, no programa Cuidado com a Língua, e entra no elenco principal da série Sim, Chef!, interpretando Carlos Pintado. Em 2018, participa na série Excursões Air Lino e em 2020 no programa Cá Por Casa, de Herman José.
Ainda em 2020, é escolhido para ser um dos protagonistas jovens da telenovela Amor Amor, da SIC, cuja estreia ocorreu em 2021. Na novela, Ivo Lucas interpreta Leandro Vieira.

### Como cantor
Para além de ator, Ivo Lucas também é cantor, tendo interpretado desde 2009 vários temas, dos quais se destaca “Pinta a Lua (No Tom dos Teus Olhos)”, presente na banda sonora da novela Destinos Cruzados.
Em 2014, a convite do compositor João Só, participa no Festival RTP da Canção.
Em 2016, Lucas lança o seu primeiro single, “Não Me Olhes Assim”, que conta com a participação de Kasha, dos D.A.M.A, e em 2017 lança mais um single, ‘Amor Desleixado’, que conta com 2 milhões de visualizações no Youtube e com airplay nas principais rádios do país.
No verão de 2018. marca presença no Meo Sudoeste, nas Festas do Mar (Cascais) e noutros palcos nacionais.
No início de 2019, edita o single “Inverno de 2003”, que conta com mais de 500 000 visualizações no Youtube e, no outono, “Não Faz Mal”, um tema que surgiu numa conversa entre amigos, onde se falava da sinceridade e simplicidade em assumir que duas pessoas podem não funcionar por serem diferentes, mas ligarem-se bem.

### Prémios
Em outubro de 2022, ou seja, 14 anos depois de se ter estreado em televisão, Ivo Lucas venceu o Prémio Revelação dos Globos de Ouro.

## Filmografia

### Televisão
| Ano         | Projeto                                             | Papel                | Notas                                  | Canal |
| ----------- | --------------------------------------------------- | -------------------- | -------------------------------------- | ----- |
| 2008        | Casos da Vida: Roleta Russa                         | Rui Tâmega-Travassos | Elenco Principal                       | TVI   |
| 2008 - 2009 | Morangos com Açúcar                                 | Gonçalo              | Elenco Principal                       | TVI   |
| 2011        | Espírito Indomável                                  | —                    | Elenco Adicional                       | TVI   |
| 2011        | Remédio Santo                                       | —                    | Elenco Adicional                       | TVI   |
| 2012        | Doce Tentação                                       | Adérito Cunha        | Elenco Adicional                       | TVI   |
| 2012        | Morangos com Açúcar - O Filme                       | Gonçalo              | Elenco Principal                       | TVI   |
| 2012        | O Dia Em Que A Minha Vida Se Tornou Um Reality Show | Chico                | Elenco Principal                       | TVI   |
| 2012        | Jogos Cruéis                                        | Devid                | Elenco Principal                       | RTP1  |
| 2013        | Destinos Cruzados                                   | Francisco «Kiko»     | Elenco Adicional                       | TVI   |
| 2013 - 2016 | Bem-Vindos a Beirais                                | Sandro Pedroso       | Elenco Principal                       | RTP1  |
| 2015 - 2016 | Coração d'Ouro                                      | Carlos «CaSo»        | Elenco Adicional                       | SIC   |
| 2017        | Cuidado com a Língua!                               | Limpa-Chaminés       | Ator Convidado                         | RTP1  |
| 2017        | Sim, Chef!                                          | Carlos Pintado       | Elenco Principal                       | RTP1  |
| 2018        | Excursões Air Lino                                  | Lino Menino          | Elenco Adicional                       | RTP1  |
| 2020        | Cá Por Casa                                         | Bruno                | Ator Convidado                         | RTP1  |
| 2021 - 2022 | Amor Amor                                           | Leandro Vieira       | Protagonista                           | SIC   |
| 2021        | A Serra                                             | Leandro Vieira       | Ator Convidado da telenovela Amor Amor | SIC   |
| 2021 - 2022 | A Máscara (3.ª temporada                            | Viking               | Concorrente (vencedor)                 | SIC   |
| 2022        | Lua de Mel                                          | Leandro Vieira       | Protagonista                           | SIC   |
| 2022        | Cantor ou Impostor?                                 | Ele Próprio          | Jurado convidado                       | SIC   |
| 2023        | O Clube (4.ª temporada)                             | Jaime                | Elenco Principal (OPTO)                | SIC   |
| 2023 - 2024 | Os Eleitos                                          | Rui                  | Antagonista (OPTO)                     | SIC   |
| 2024        | O Clube (5.ª temporada)                             | Jaime                | Elenco Principal (OPTO)                | SIC   |
| 2024 - 2025 | A Promessa                                          | Ronaldo Pimenta      | Elenco Principal                       | SIC   |

### Cinema
| Ano  | Título                                              | Personagem | Notas          | Ref.ª        |
| ---- | --------------------------------------------------- | ---------- | -------------- | ------------ |
| 2012 | O Dia em que a Minha Vida se Tornou um Reality Show | Chico      | —              | [ 6 ]        |
| 2012 | Marcas Soltas                                       | Cliente    | —              | [ 6 ]        |
| 2012 | Arpeggio                                            | Afonso     | Curta-metragem | [ 6 ] [ 14 ] |
| 2012 | Morangos com Açúcar - O Filme                       | Gonçalo    | —              | [ 1 ] [ 6 ]  |

## Discografia
- 2016 - Não Me Olhes Assim (single de estreia; colaboração com Kasha)
- 2017 - Amor Desleixado
- 2018 - Banco de Jardim
- 2019 - Inverno de 2003
- 2019 - Não Faz Mal
- 2020 - Soubesse Tudo

## Vida pessoal

### Família
Ivo Lucas é irmão da também cantora Diana Lucas.

### Morte de Sara Carreira
Às 18h45m de 5 de dezembro de 2020, conduzia um Range Rover, onde seguia também a sua namorada, a cantora Sara Carreira, quando se viu envolvido num acidente de viação ao km 61 na A1, na Póvoa da Isenta. O acidente envolveu mais dois veículos, sendo que num deles seguia a cantora Cristina Branco e a sua filha. Sara Carreira acabou por morrer no local. Ivo Lucas, então com 30 anos, foi internado no Hospital Distrital de Santarém com um derrame num pulmão e uma fratura exposta no pulso, tendo sido operado mais tarde em Lisboa, no Hospital de Santa Maria. O artista teve autorização para sair do hospital no dia 14 de dezembro. Em novembro de 2021, foi tornado público o relatório final da GNR sobre o acidente. O relatório aponta para imputação do crime de homicídio por negligência a Ivo Lucas, por conduzir em excesso de velocidade (128 km/h). Em 3 de dezembro de 2021, o Ministério Público de Santarém acusou formalmente o ator e Cristina Branco de homicídio negligente de Sara Carreira. Em abril de 2022, foi revelado que Ivo Lucas foi o único dos quarto arguidos que não pediu abertura de instrução no processo, optando, assim, por ir a julgamento. Em setembro de 2022, a juíza de instrução do processo considerou as acusações contra Ivo Lucas e Cristina Branco como nulas. O Ministério Público recorreu para a Relação de Évora, que deu razão à juíza e obrigou os magistrados a deduzir uma nova acusação.
O julgamento começou a 24 de outubro de 2023 estando acusado de homicídio por negligência na forma grosseira.  Foi condenado, em janeiro de 2024, a dois anos e quatro meses de prisão com pena suspensa e um ano de inibição de condução.

### Relacionamentos
Desde 2021 namora com Joana Aguiar.